# Apollonio Mys
Apollonio Mys (in greco antico: Ἀπολλώνιος ὁ Μῦς?, Apollónios ho Mŷs; Alessandria d'Egitto, I secolo a.C. – Alessandria d'Egitto, I secolo) è stato un medico egizio del periodo tolemaico, della scuola di Erofilo.

## Biografia
Con ogni probabilità è da identificare con il medico che alcune fonti chiamano Apollonio erofileo. Il significato del soprannome Mys (ὁ Μῦς) non è chiaro: il termine greco può significare topo, muscolo, o anche mitilo.
Si occupò di fisiologia, patologia, ginecologia, farmacologia e storia della medicina. In base alle numerose testimonianze rimaste, appare uno dei più autorevoli esponenti della scuola medica erofilea.
Conosciamo il titolo di tre sue opere:
- Sulla scuola di Erofilo: un trattato composto da almeno ventinove libri, che esponeva le teorie fisiologiche e patologiche della scuola, includendo su diversi argomenti anche contributi originali. L'opera è citata da Galeno, Sorano e Celio Aureliano.
- Medicamenti facilmente procurabili: il grosso delle testimonianze su Apollonio riguarda questo trattato popolare, in almeno due libri, nel quale erano contenute prescrizioni dettagliate utili per curare malanni frequenti. Tra i rimedi prescritti, che conosciamo soprattutto dalle numerose citazioni di Galeno, vi erano numerose piante, ma anche sostanze di origine animale, come l'urina di cammello e il sangue di tartaruga.
- Sui profumi e gli unguenti. L'interesse per questo argomento non era nuovo nella scuola di Erofilo ed era in parte generato dalla circostanza che molte piante erano usate sia per le loro proprietà terapeutiche sia per preparare prodotti cosmetici. Un lungo brano di quest'opera è stato conservato da Ateneo[1].